# 타임스퀘어 (서울)

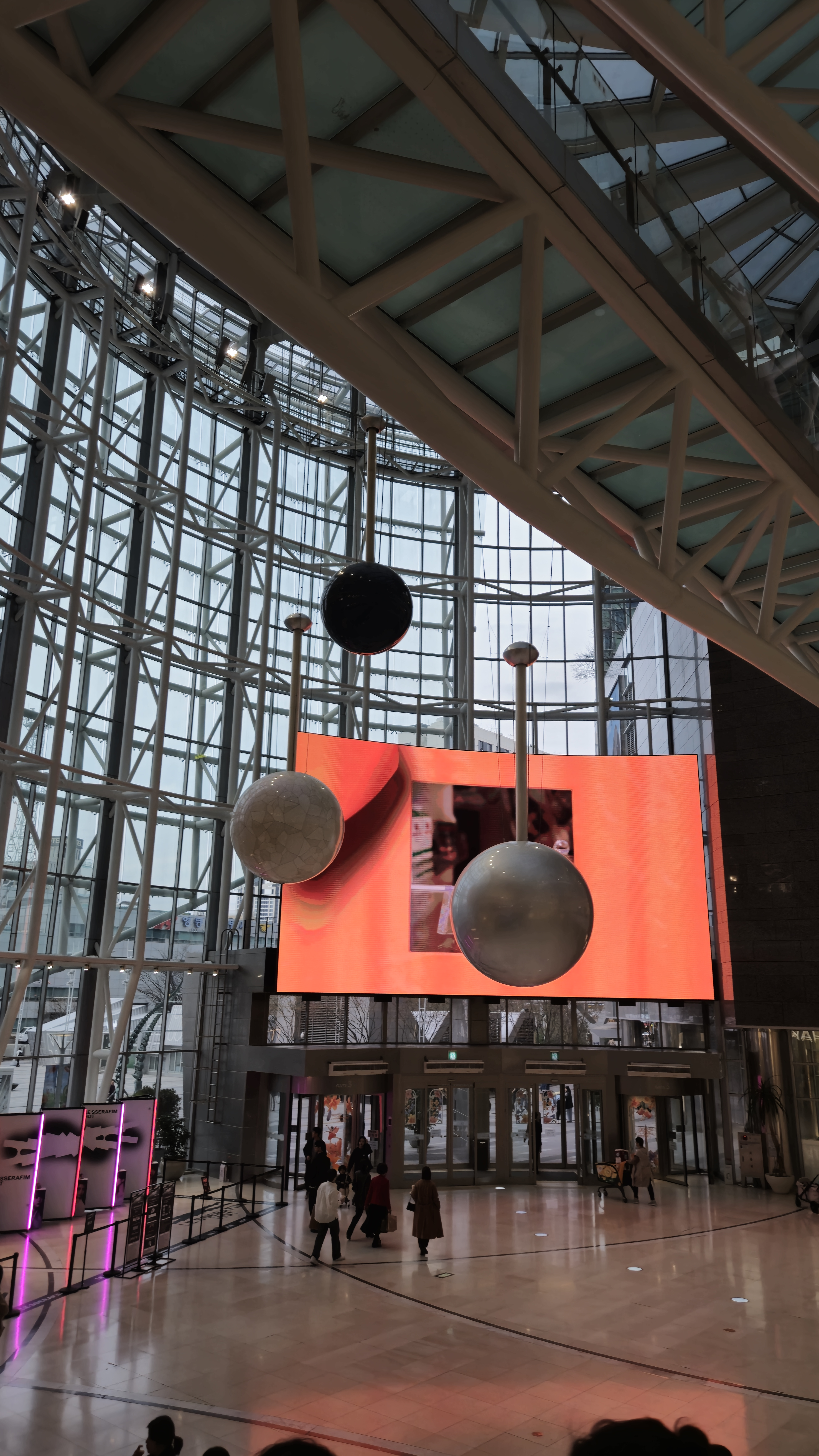
영등포타임스퀘어 1층 로비

타임스퀘어(영어: Times Square)는 경방이 옛 영등포동 공장 부지에 2006년부터 3년여의 공사 끝에 2009년 9월 16일에 오픈한 복합 쇼핑몰이다. 주소는 서울특별시 영등포구 영중로 15 (영등포동4가)이며, 영등포역과 영등포시장역 교차로 사이에 있다.

## 개요
총면적 37만m²(약 11만 평, 쇼핑공간 30만 2천m²)의 초대형 복합쇼핑몰인 타임스퀘어는 오픈 이후 6개월간 방문객 3,500만 명, 매출 4,800억 원을 기록하면서 서울특별시 서남부권의 랜드마크로 자리잡았다.
상업 ∙ 업무 ∙ 문화 ∙ 레저가 어우러진 도시형 엔터테인먼트 문화공간(UELC, Urban Entertailing Lifestyle Center)으로, 코트야드바이메리어트서울 호텔, 오피스 2개동, 신세계백화점, CGV 영등포, 이마트, 일렉트로마트, 교보문고,  주렁주렁, 주요 패션브랜드와 잡화, 식음매장 등 약 200여 개의 매장이 입점하였다. 그 중 신세계백화점의 경우 기존의 (주)경방유통이 운영하던 경방필백화점(現 패션관)을 신세계가 위탁 경영하기로 계약하고 기존 신세계백화점(現 리빙관) 사이에 브릿지를 설치하여 신세계백화점의 이름으로 운영중이다.

## 시설
타임스퀘어 쇼핑몰은 지하 2층 ~ 지상 5층으로 구성되어 있으며, 패션/잡화/레스토랑/라이프스타일/카페 등의 다양하고 특별한 매장들로 구성된 복합쇼핑몰로서, 정문에 해당하는 아트리움의 외벽과 천정을 대형 통유리로 처리하여 24시간 자연 채광을 받아, 인몰과 아웃몰의 특징을 모두 갖춘 하이브리드몰 로써 쾌적한 쇼핑을 즐길 수 있으며, 5층/6층 옥상공원을 비롯하여 1층 남측의 생태공원 등 녹지와 조형물 등 조경시설을 전체 대지 면적의 17%인 14,850m2(4,500평) 규모로 조성하였다.

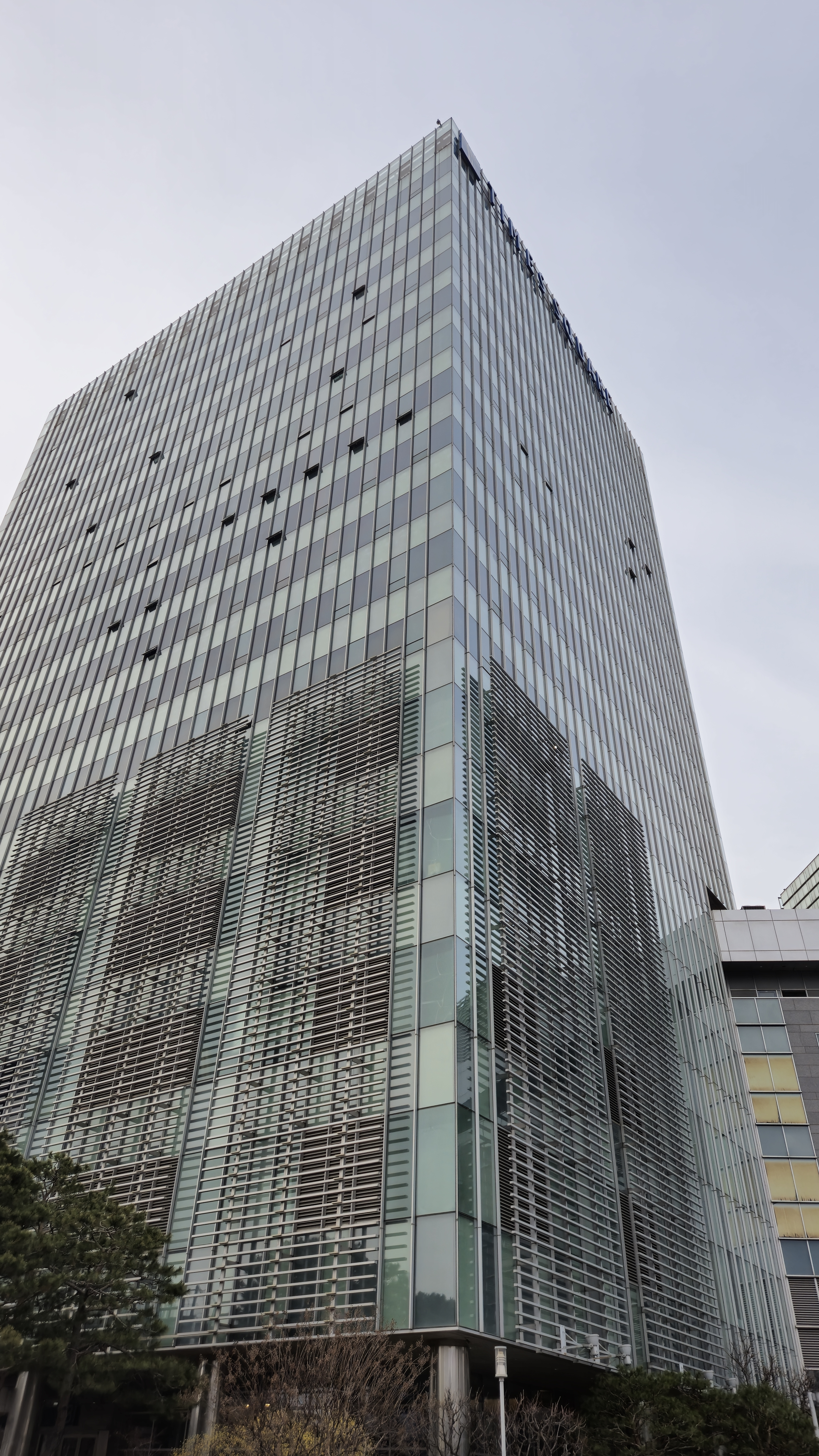
영등포타임스퀘어 외관(2025년)
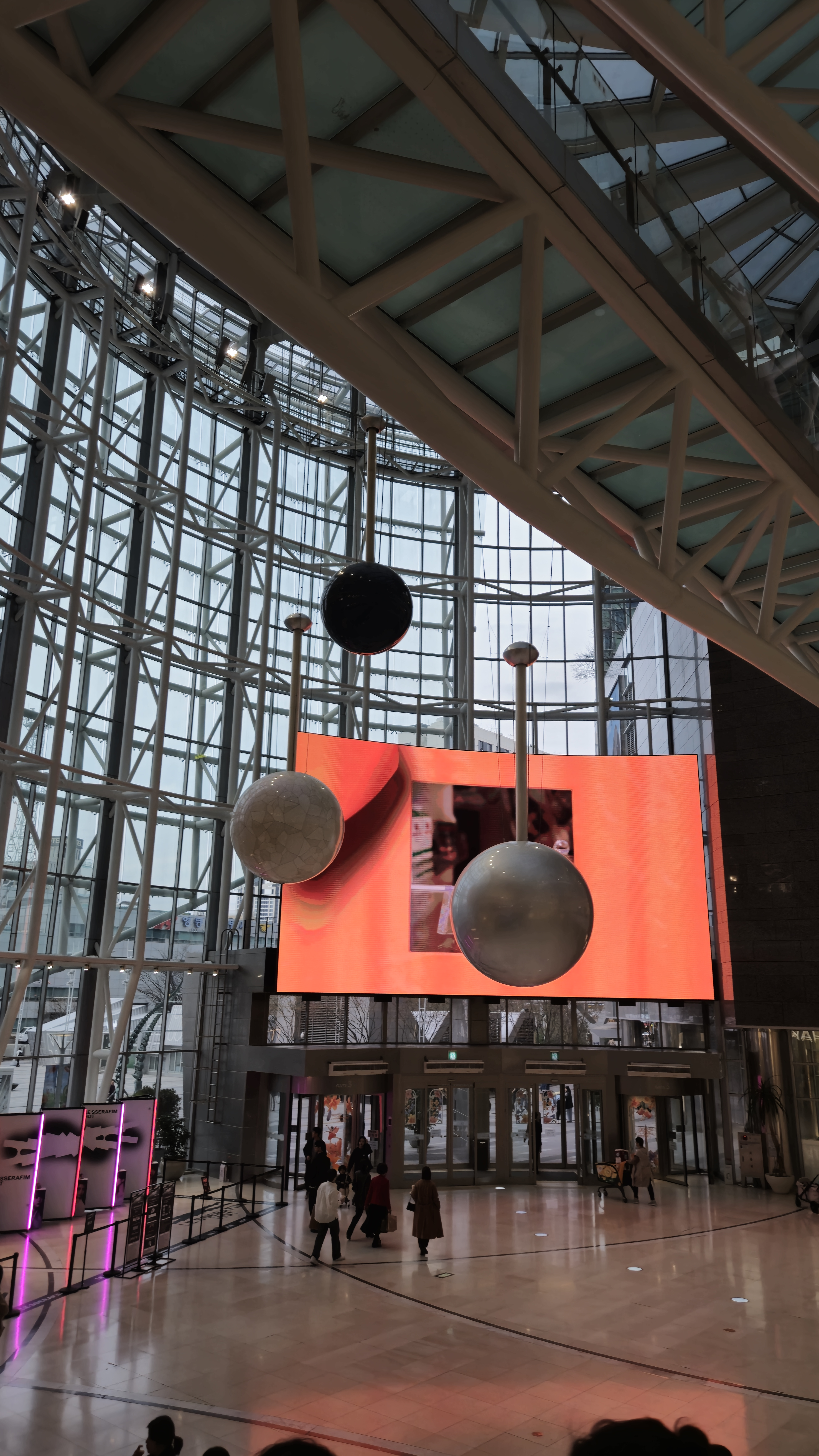
영등포타임스퀘어 내부(2025년, 1층내부)
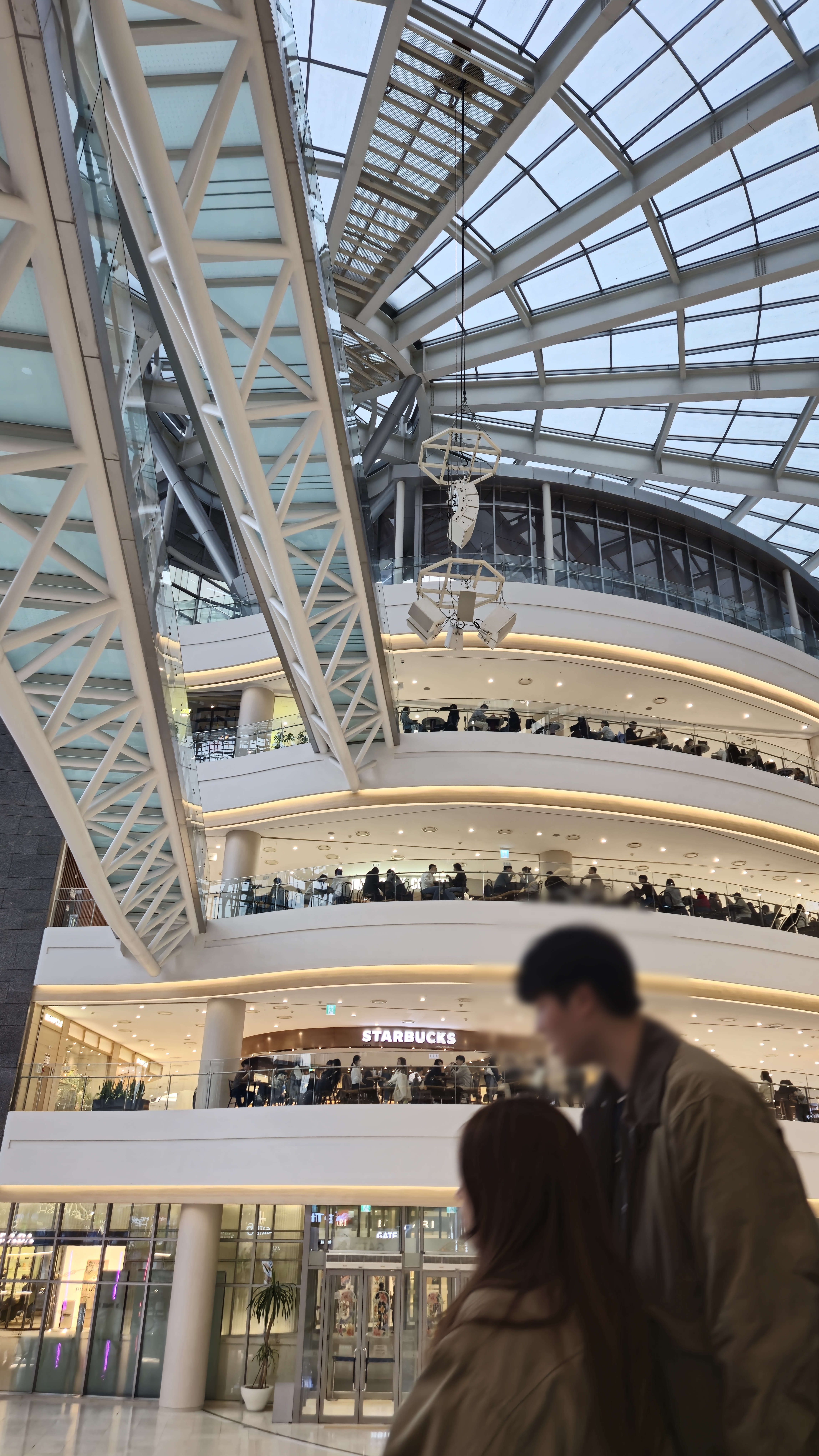
영등포타임스퀘어 내부(2025년, 에스컬레이터)
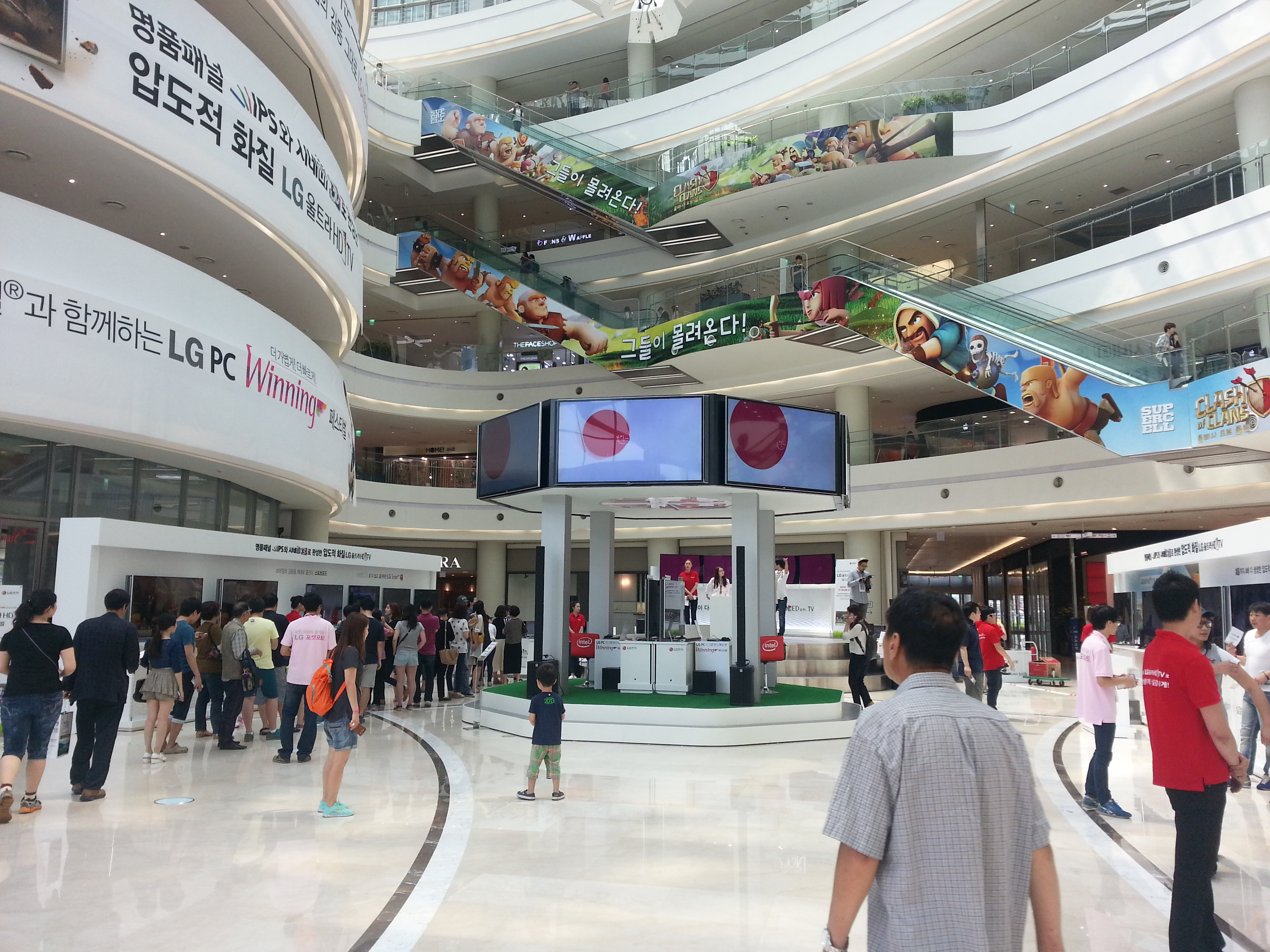
영등포타임스퀘어 내부(2014년 내부)

부지 남측에는 경방의 옛 사무동이 그대로 복원되어 있고, 2004년 12월 31일에 등록문화재 제135호로 지정되었다. 현재는 베이커리 카페로 리모델링되어 운영 중이다.
특히, 약 450평 규모의 "1층 아트리움"에서는 2009년 오픈이래 매주 토요일과 일요일에 "타임스퀘어 문화공연"이라는 타이틀을 걸고 무료관람할 수 있는 다채로운 공연과 타임스퀘어만의 특별한 이벤트와 퍼포먼스(2월 프러포즈이벤트, 5월 어린이날퍼레이드, 7월/8월 도심속 바캉스, 9월 개점 기념이벤트, 12월 크리스마스이벤트 및 카운트다운파티 등)가 진행되어 단순 쇼핑뿐만이 아니라 문화를 소통하여 공감하는 공간으로서 기존쇼핑몰의 이벤트 프로모션과 차별화된 컬처노믹스(Culturenomics)를 구현하고 있다. 뿐만 아니라 많은 기업과 브랜드의 런칭이벤트와 홍보 행사들(팬싸인회, 영화 레드카펫, 게임대회, 방송촬영 등)을 만날 수 있다. 또한, 2009년부터 2012년까지 매년 9월에는 영트렌드 고객과 뮤지션/아티스트가 함께하는 "벙커파티(BUNKER PARTY)"가 진행되었으며, 오픈이래 매년 12월 31일에는 카운트다운 파티(카운트다운 서울 & 타임스퀘어)가 열리고 있다.
2014년 하반기 리뉴얼공사를 거치면서 더욱 다양하고 개성넘치는 브랜드의 입점과 쇼핑환경의 개선으로 대한민국 No.1 쇼핑몰로서의 명맥을 이어가고 있다.
몇몇 영등포역방면 시내버스 노선들은 영등포역 바로 앞으로 오지 않고, 이 쇼핑몰 북편의 영등포소방서를 중간 회차대기 지점으로 삼고 있다.

## 기네스북 등재
타임스퀘어 입점 업체 중 하나인, CGV 영등포 상영관의 초대형 스크린 '스타리움'은 35mm 영화 상영용 고정 스크린 중 세계에서 가장 큰 스크린으로 기네스 세계 기록에 공식 등재되었다. 스크린의 크기는 31.38m, 세로 13.0m로 넓이는 407.9m2이다. 하지만 2014년 10월 개장한 롯데월드몰 롯데시네마 월드타워관의 상영관인 '수퍼플렉스G'에게 세계에서 가장 큰 스크린이라는 타이틀을 빼앗기게 되었다.

## 교통

### 지하철
- ● 수도권 전철 1호선 영등포역 지하 상가 및 지하 로터리 상가 등 연결 통로 이용.
- ● 서울 지하철 2호선 문래역 4번 출구에서 도보 15분.
- ● 수도권 전철 5호선 영등포시장역 4번 출구에서 도보 10분 및 4번 출구에서 지하 로터리 상가 들어가는 출구 이용.

### 버스
- ● 경기도 도시형버스 : 5번, 10번, 11-1번, 11-2번, 60번, 60-3번, 69번, 70-3번, 83번, 88번(김포시),88번(부천시) 530번
- ● 경기도 일반좌석버스 : 301번, 320번, 700번, 830번, 870번, 871번
- ● 경기도 직행좌석버스 : 1082번, 1500번, 8000번, 9030번, 9030-1번
- ● 서울특별시 마을버스, 지선버스 : 5615번, 5616번, 5618번, 5620번, 5625번, 5714번, 6512번, 6513번, 6515번, 6516번, 6628번, 6629번, 6630번, 6631번, 6637번, 6640A번, 6640B번, 6654번, 영등포03번, 영등포04번, 영등포05번, 영등포09번
- ● 서울특별시 간선버스 : 160번, 503번, 600번, 605번, 640번, 641번, 650번, 661번, 662번, 670번, 760번, 761번
- ● 서울특별시 광역버스 : 9408번, 9707번
- ● 서울특별시 공항버스 : 6008번